# Fjärdskär (vid Högsåra, Kimitoön)
Fjärdskär är en ö i Finland. Den ligger i Skärgårdshavet och i kommunen Kimitoön i den ekonomiska regionen  Åboland i landskapet Egentliga Finland, i den sydvästra delen av landet. Ön ligger omkring 56 kilometer söder om Åbo och omkring 150 kilometer väster om Helsingfors.
Öns area är 0,9 hektar och dess största längd är 170 meter i nord-sydlig riktning. Ön höjer sig omkring 5 meter över havsytan.